# Ringwall Schwedenschanze (Bastheim)

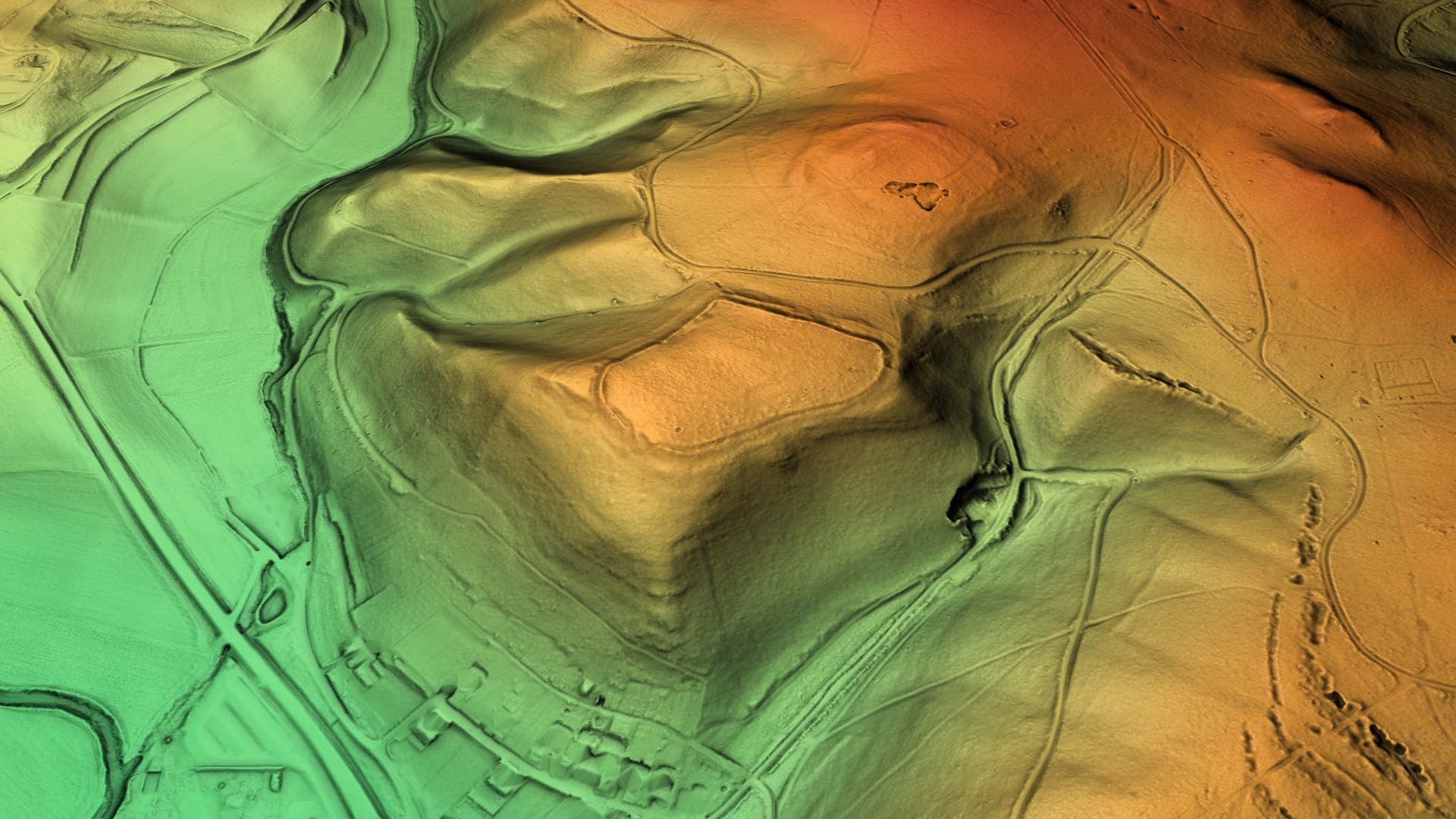
3D-Ansicht des digitalen Geländemodells

Der Ringwall Schwedenschanze ist eine abgegangene vor- und frühgeschichtliche Ringwallanlage auf dem Rehberg etwa 450 Meter nordöstlich der Kirche des Dorfes Wechterswinkel in der Gemeinde Bastheim im Landkreis Rhön-Grabfeld in Bayern.
Die in die Zeit von ca. 600 v. Chr. bis 700 n. Chr. genutzte kleine, trapezförmige Ringwallanlage umfasst nur 2,5 ha. Die noch sichtbaren Wallanlagen weisen auf die Hallstatt- und die Merowingerzeit.